# Patricio Torres
Waldo Patricio Torres Flores (Talca, Región del Maule, 30 de enero de 1953) es un actor, comediante y locutor de radio chileno. Se hizo conocido por sus personajes en el programa Jappening con Ja.

## Biografía
Ingresó en 1971 a la Escuela de Teatro de la Universidad de Chile y egresó en 1974. Realizó estudios de danza clásica y contemporánea, y de técnica Graham. En 1977 intervino en las obras El lazarillo de Tormes y La zapatera prodigiosa.
Reconoció haber sido militante del Movimiento de Izquierda Revolucionaria (MIR) en tiempos de la Unidad Popular.
Es un reconocido hincha del club Rangers de Talca.

## Carrera artística
En televisión, se inició en Televisión Nacional de Chile en los años 1970, en el programa infantil Ya somos amigos de la tía Patricia, donde realizaba diferentes personajes; posteriormente, en los años 1980, se incorporó al programa Jappening con ja, emitido por Televisión Nacional de Chile, donde realizó los personajes de "Peñita", "Eglantina Morrison" y "Pepe Antártico". En Canal 13, participó en el "clan infantil" y la Familia Valverde en Sábado gigante. En 1993, emigró junto con Don Francisco a Miami por la internacionalización de Sábado gigante y en 1995 regresó para participar en el programa humorístico Tuti Cuanti junto a su antiguo compañero Fernando Alarcón.
Entre 1987 y 1991, realiza obras teatrales actuando en Muerte accidental de un anarquista, de Darío Fo; Orquesta de señoritas (1989), Taxi (1990) y Bar Zeppelin Blues (1991), además de dirigir, producir y actuar en varios café concert. En 1999, participó en la película No tan lejos de Andrómeda del director Juan Vicente Araya.
En el 2001, participó en A la suerte de la olla. En 2004 participa en el exitoso programa venezolano La guerra de los sexos interpretando a Eglantina Morrison.
En los últimos años, participó nuevamente en sketches en Sábado gigante, y en episodios de series de televisión como El cuento del tío de TVN.
También participó en Teatro en Chilevisión desde 2003 hasta 2014, interpretando numerosos personajes en más de 100 capítulos de emisión.
Actualmente participa en el programa radial El festival de la Corazón de Radio Corazón. En el plano personal, está casado desde febrero de 2011 con la animadora de televisión, actriz y modelo María Fernanda García-Huidobro con quien tiene dos hijos.
En abril de 2009, filmó el cortometraje José (coproducción chileno-argentina), donde interpretó al protagonista.
En 2016, protagoniza el programa cómico Once comida de TVN.
En 2020 participó en la película Los Turistas All Inclusive junto a Fernando Kliche y Alejandra Herrera

## Vídeos musicales
| Año  | Título            | Artista          | Dirección        |
| ---- | ----------------- | ---------------- | ---------------- |
| 2015 | Soy Feo Pero Rico | La Combo Tortuga | Vitoco Gutiérrez |